# Aphonomorphus telskii
Aphonomorphus telskii är en insektsart som först beskrevs av Henri Saussure 1874.  Aphonomorphus telskii ingår i släktet Aphonomorphus och familjen syrsor. Inga underarter finns listade i Catalogue of Life.